# Trichoniscus castanearum
Trichoniscus castanearum är en kräftdjursart som beskrevs av Karl Wilhelm Verhoeff 1952. Trichoniscus castanearum ingår i släktet Trichoniscus och familjen Trichoniscidae. Inga underarter finns listade i Catalogue of Life.